# Begraafplaats van Quérénaing
De Begraafplaats van Quérénaing is een gemeentelijke begraafplaats in de Franse gemeente Quérénaing in het Noorderdepartement. De begraafplaats bevindt zich in het noorden van het dorpscentrum.
Aanvankelijk bevond zich een kerkhof rond de kerk, maar in 1906 werd de begraafplaats overgebracht naar het noorden van het dorp.

## Britse oorlogsgraven
Op de begraafplaats bevindt zich een Brits militair perk. Het ligt zich op de oostkant van de begraafplaats. Het telt 21 geïdentificeerde gesneuvelden en wordt onderhouden door de Commonwealth War Graves Commission. De gesneuvelden werden er begraven eind oktober en begin november 1918. Na het einde van de oorlog werd nog een graf overgebracht van het oude kerkhof van Quérénaing. In de CWGC-registers is de begraafplaats opgenomen als Querenaing Communal Cemetery.